# José Agustín Ferreyra (político)
José Agustín Ferreyra (Mendoza, 1865-Córdoba, 1941) fue un ingeniero, profesor universitario y político argentino, intendente municipal de la ciudad de Córdoba entre 1921 y 1923.

## Datos biográficos
Cursó estudios de ingeniería en la Universidad Nacional de Córdoba, graduándose en 1894. En la misma casa de estudios desarrolló a partir de 1898 una prolongada labor docente en las cátedras de Geometría Descriptiva II y Mecánica Aplicada de la Facultad de Ciencias Exactas.
Entre 1900 y 1905 fue presidente del Consejo Provincial de Educación.
En 1912 formó parte de la convención reformadora de la constitución de la provincia de Córdoba, en representación del departamento San Javier. Desde ese mismo año fue diputado provincial por el Partido Demócrata y en 1915 desempeñó la presidencia de la cámara baja.
A partir de marzo de 1917 fue decano de la Facultad de Ciencias Exactas, Físicas y Naturales de la Universidad Nacional de Córdoba, ejerciendo hasta los sucesos de la Reforma Universitaria de 1918 cuando fue separado del cargo y se jubiló.

### Intendencia de Córdoba
En 1921 la Unión Comunal (agrupación que gobernaba el municipio desde 1918) postuló a Ferreyra como candidato a intendente de la ciudad de Córdoba. El candidato anterior e intendente en ejercicio era León Morra, figura también proveniente del ámbito académico que había incursionado en la política local.
Habiendo sido electo, Ferreyra recibió la intendencia al término del mandato de Morra y asumió el 16 de julio de 1921. 
Su período de gobierno al frente de la municipalidad fue conflictivo por tres grandes circunstancias: en primer lugar, la presión de los contribuyentes organizados en agrupaciones políticas locales en contra de las subas de impuestos, en segundo las reiteradas huelgas obreras y, en tercero, las fuertes tensiones en el seno de la política municipal, particularmente en la problemática relación entre el intendente y el Concejo Deliberante presidido por Manuel S. Ordóñez (h).
Durante su intendencia, Ferreyra fue reiteradamente citado por los concejales e interpelado por el cuerpo deliberativo. Los acontecimientos se precipitaron en julio de 1923, cuando en las elecciones de renovación parcial del concejo se impuso la lista del Comité del Comercio, Industria, Producción y Trabajo, opositora al intendente.
Rápidamente se formó una comisión investigadora del desempeño de Ferreyra, que solicitó su juicio político y que logró su destitución el 31 de julio de 1923.
Murió en Córdoba el 1º de octubre de 1941.